# Station Langwathby
Langwathby is een spoorwegstation van National Rail in Langwathby, Eden in Engeland. Het station is eigendom van Network Rail en wordt beheerd door Northern Rail. 